# NGC 4831
NGC 4831 ist eine 12,4 mag helle Elliptische Galaxie vom Hubble-Typ E/SB0 im Sternbild der Hydra südlich der Ekliptik. ie ist schätzungsweise 142 Millionen Lichtjahre von der Milchstraße entfernt und hat einen Durchmesser von etwa 75.000 Lj.
Das Objekt wurde am 22. März 1836 von John Herschel mit einem 18–Zoll–Spiegelteleskop entdeckt, der sie dabei mit „F, R, gbM, 25 arcseconds“ beschrieb.